# Alejandro Garnacho Ferreyra
Alejandro Garnacho Ferreyra (1 de juliol 2004, Madrid) és un futbolista que ocupa la posició de extrem. Actualment, juga al club Manchester United, a la Premier League d’Anglaterra. Representa la selecció de futbol Argentina internacionalment.

## Trajectòria
Va començar la seva trajectòria futbolística a l'Escola Municipal de Arroyomolinos i posteriorment va passar pel Getafe CF abans d'incorporar-se a la cantera de l'Atlètic de Madrid el 2015. El 2020, amb només 16 anys, va fitxar pel Manchester United per 500.000 euros, unint-se al seu equip juvenil. Allà va destacar ràpidament, guanyant la FA Youth Cup el 2022 i sent guardonat amb el premi Jimmy Murphy al millor jugador jove.

## Carrera internacional
Tot i néixer a Espanya, Garnacho va optar per representar l'Argentina, país d'origen de la seva mare. Després de jugar amb les seleccions juvenils espanyoles, va debutar amb la sub-20 argentina el 2022, en que va destacar en el Torneig Maurice Revello amb quatre gols en quatre partits. El seu debut amb la selecció absoluta va tenir lloc el 15 de juny de 2023 en un amistós contra Austràlia. Va formar part de l'equip que va guanyar la Copa Amèrica 2024 als Estats Units

## Estil de joc
Garnacho és un extrem esquerrà que sol jugar per la banda esquerra, tot i que pot actuar també per la dreta. Es caracteritza per la seva velocitat, control de pilota, capacitat de driblatge i finalització. Ha estat comparat amb altres joves talents argentins i és considerat una de les perles del futur de la selecció. A més a més és un jugador perillós al contraatac, li agrada tallar des-de banda cap a l’interior i buscar porteria.

## Vida personal i influències
Alejandro és fill de Àlex Garnacho i Patricia Ferreyra Fernández. Va créixer admirant figures com Cristiano Ronaldo, a qui ha reconegut públicament com el seu referent futbolístic. Des de petit, imitava els seus gestos, celebracions i forma de jugar. Ja com a jugador del primer equip del Manchester United, va tenir l’oportunitat de compartir vestidor amb ell, un moment que ell mateix ha descrit com “un somni fet realitat”

## Èxits i premis
Màxim golejador de la Youth Cup 21/22, Premi Puskas, Participant en la Europa League, Participant en la Champions league, Campió de la copa de lliga d’Anglaterra, Campió de la FA Cup d’Anglaterra i Campió de la Copa Amèrica.